# استیبارد
استیبارد (به انگلیسی: Stibbard) یک روستا و محله مدنی در بریتانیا است که در North Norfolk واقع شده‌است. استیبارد ۷٫۳۰ کیلومتر مربع مساحت و ۳۴۶ نفر جمعیت دارد.